# مصداقية المصدر
يُشير مصطلح مصداقية المصدر للمزايا الإيجابية الموجودة في الشخص الذي يتواصل والتي لها تأثير في قبول الرسالة لدى المُتلّقي.

## نشأته
لقد بدأت الدراسات الأكاديمية لهذا الموضوع في القرن العشرين، وتم منحها اهتمامًا خاصًا خلال الحرب العالمية الثانية عندما سعت الحكومة الأمريكية لاستخدام الدعاية للتأثير على الرأي العام دعمًا لجهود الحرب. وقد عمل عالم النفس كارل هوفلاند وزملاؤه في وزارة الحرب على ذلك الموضوع خلال الأربعينيات من القرن الماضي، وبعد ذلك استمرت الدراسات التجريبية في جامعة ييل. وقد اعتمدوا على عمل الباحثين في النصف الأول من القرن العشرين، والذين قاموا بوضع نموذج الاتصال: المصدر-الرسالة-القناة-المتلقي، وبالتعاون مع مظفر شريف، فقد قاموا بتطوير هذا كجزء من نظرياتهم الخاصة بالإقناع والحكم الاجتماعي.

## عناصره
هناك عناصر مختلفة يمكن أن تشمل مصداقية الشخص، ولكن وفقًا لنظرية مصداقية المصدر، فإنه يُنظر إلى العنصرين المحدّدَين الأكثر شيوعًا وهما الخبرة والإدراك. وتشير بحوث نظرية مصداقية المصدر أيضاً إلى أن القدرة على استيعاب الرسالة يتأثر بالتأثير المحتمل للرسالة على المستقبل.
إن الخبرة أو الكفاءة هي ببساطة القدرة الجيدة على امتلاك مجموعة محددة من المهارات أو المعرفة أو القدرة في مجال محدد. ووفقًا لخبراء الاتصالات والكلام، يقول ستيفن إيه بيبي، أستاذ دراسات الاتصالات وسوزان جيه بيبي، أنّ الثقة تتميز بقدرة الناس على الاعتقاد بأن الشخص صادق.
ووفقًا لدان جيلمور، فإن المصداقية تشكل أهمية بالغة للغاية عندما يصبح الأمر متعلقًا بمصدر نشط يعمل كوسيط إعلامي. ويقترح بأن يكون المستخدمون متشككين، بل ينبغي أن يكونوا على اطلاع على الأباطيل، مثل المغالطات ثنائية الجانب والأشخاص الذين يُدفع لهم ليقوموا بالإقناع، ويعتقد أيضًا أن الناس بحاجة إلى ممارسة الحكم وفكرة افتراض أن كل شيء هو كذب فقط بنفس قدر مسألة افتراض أن كل شيء منشور أو مرسل هو حقيقة. ويعتبر تفتح الذهن مفهومًا مهماً يجب كذلك أخذه في الاعتبار عند النظر لمصداقية المصدر. كما يتوجب على معظم الأشخاص الاهتمام على الأرجح بموثوقية المصدر إذا عكس المحتوى نفس الأفكار التي يعيها المستخدم أيضًا. وأخيرًا، يوصي جيلمور بأن يسعى الأشخاص باستمرار إلى طرح الأسئلة ومتابعة المصادر للمساعدة في التحقق من مدى المصداقية.
وتتم دراسة مجال مصداقية المصدر للحصول على التطبيقات العملية في مجال الاتصالات والتسويق والقانون والعلوم السياسية.